# انتونيو دي جاوديو
انتونيو دي جاوديو (بالإيطالية: Antonio Di Gaudio) (16 أغسطس 1989 بباليرمو في إيطاليا - ) هو لاعب كرة قدم إيطالي في مركز جناح ‏. لعب مع نادي باليرمو ونادي كاربي وPolisportiva Virtus Castelfranco Calcio ‏.

## روابط خارجية
- انتونيو دي جاوديو على موقع قاعدة بيانات كرة القدم.إي يو (الإنجليزية)
- انتونيو دي جاوديو على موقع Soccerway.com (الإنجليزية)
- انتونيو دي جاوديو على موقع عالم كرة القدم.نت (الإنجليزية)
- انتونيو دي جاوديو على موقع AS.com (الإسبانية)